# Salar de Atacama Airport
Salar de Atacama Airport är en flygplats i Chile.   Den ligger i provinsen Provincia de El Loa och regionen Región de Antofagasta, i den norra delen av landet, 1 100 km norr om huvudstaden Santiago de Chile. Salar de Atacama Airport ligger 2 304 meter över havet.
Terrängen runt Salar de Atacama Airport är platt åt nordost, men åt sydväst är den kuperad. Trakten runt Salar de Atacama Airport är nära nog obefolkad, med mindre än två invånare per kvadratkilometer.. Det finns inga samhällen i närheten.
Trakten runt Salar de Atacama Airport är ofruktbar med lite eller ingen växtlighet.